# Mišići, Bar
Mišići este un sat din comuna Bar, Muntenegru. Conform datelor de la recensământul din 2003, localitatea are 253 de locuitori (la recensământul din 1991 erau 148 de locuitori).

## Demografie
În satul Mišići locuiesc 200 de persoane adulte, iar vârsta medie a populației este de 39,8 de ani (38,9 la bărbați și 40,7 la femei). În localitate sunt 89 de gospodării, iar numărul mediu de membri în gospodărie este de 2,84.
Populația localității este foarte eterogenă.
|  |

| Demografie | Demografie | Demografie |
| An         | Locuitori  | Locuitori  |
| ---------- | ---------- | ---------- |
|            |            |            |
|            |            |            |
|            |            |            |
|            |            |            |
| 1948       | 111        |            |
| 1953       | 114        |            |
| 1961       | 126        |            |
| 1971       | 149        |            |
| 1981       | 144        |            |
| 1991       | 148        | 148        |
| 2003       | 255        | 253        |

| \| Componența etnică conform recensământului din 2003[2] \| Componența etnică conform recensământului din 2003[2] \| Componența etnică conform recensământului din 2003[2] \| Componența etnică conform recensământului din 2003[2] \| Componența etnică conform recensământului din 2003[2] \| \| ----------------------------------------------------- \| ----------------------------------------------------- \| ----------------------------------------------------- \| ----------------------------------------------------- \| ----------------------------------------------------- \| \| \| \| \| \| \| \| Sârbi \| Sârbi \| \| 128 \| 50,59% \| \| Muntenegreni \| Muntenegreni \| \| 111 \| 43,87% \| \| Iugoslavi \| Iugoslavi \| \| 3 \| 1,18% \| \| Croați \| Croați \| \| 1 \| 0,39% \| \| Maghiari \| Maghiari \| \| 1 \| 0,39% \| \| necunoscută \| necunoscută \| \| 7 \| 2,76% \| |              |  |     |        |
| Componența etnică conform recensământului din 2003 |              |  |     |        |
| |              |  |     |        |
| Sârbi | Sârbi        |  | 128 | 50,59% |
| Muntenegreni | Muntenegreni |  | 111 | 43,87% |
| Iugoslavi | Iugoslavi    |  | 3   | 1,18%  |
| Croați | Croați       |  | 1   | 0,39%  |
| Maghiari | Maghiari     |  | 1   | 0,39%  |
| necunoscută | necunoscută  |  | 7   | 2,76%  |